# Alex Mack titkos élete
Az Alex Mack titkos élete vagy magyar szinkron szerint Alex Mack titokzatos világa (angolul: The Secret World of Alex Mack) egy amerikai tévésorozat, melyet Thomas W. Lynch és Ken Lipman készítettek a Nickelodeon számára. Ugyan a Nickelodeon rendelt be több országba és így többük között Magyarországra is szinkront, de a magyar társcsatorna helyett a Viasat 3 csatorna vásárolta meg a jogokat. A magyar cím kavarodása az alábbiból alakult ki: a Viasat 3 valószínűleg titkos életet szeretett volna bekérni címnek és folyamatosan így is reklámozta a sorozatot, ellenben a filmhez az eredeti stúdió már a titokzatos világot használta.
A sorozat 4 évadot élt meg 78 epizóddal. Egy epizód átlagosan 25 perces. Az Amerikai Egyesült Államokban az Alex Mack titkos életét a Nickelodeon adta 1994. október 8-tól 1998. január 15-ig. Magyarországon a Viasat 3 mutatta be 2002. december 10-én.

## Cselekmény
A műsor egy Alex Mack nevű lányról szól, aki eléggé átlagos életet élt, amíg meg nem történt vele egy baleset. Utána különleges képességei lettek, és így hős lett. Minden epizód rá fókuszál, amelyekben új szupererőit használja, és eltitkolja azokat mások elől, főleg Danielle Atron, a kémiai gyártelep főnöke elől.